# Алтынбаев, Жакслык Куантаевич
Жакслык Куантаевич Алтынбаев (род. 7 сентября 1945, посёлок отделения № 3 совхоза «Победа», Челябинская область) — советский и российский государственный и партийный деятель, депутат Государственной Думы Федерального собрания Российской Федерации второго созыва (1995—1999), действительный государственный советник Российской Федерации 3-го класса, кандидат экономических наук.

## Биография
Жакслык Куантаевич Алтынбаев родился 7 сентября 1945 года в посёлке отделения № 3 совхоза «Победа» Кизильского района Челябинской области, ныне посёлок Степной входит в Зингейское сельское поселение Кизильского района Челябинской области. Казах.
Трудовую деятельность начал в 1963 году рабочим совхоза «Урал» Кизильского района. 
С 1964 года работал инструктором районного совета ДСО «Урожай». 
С 1967 года был заведующим организационным отделом Кизильского райкома ВЛКСМ.
В 1973 году окончил Курганский сельскохозяйственный институт, ученый агроном.
С 1974 года работал главным агроном совхоза «Коелгинский» Еткульского района Челябинской области.
С 1978 года был директором совхоза «Селезянский». 
В 1982—1988 годах был председателем исполнительного комитета Еткульского районного Совета народных депутатов.
В 1988—1990 годах был первым секретарём Еткульского районного комитета КПСС.
В 1990 году избран председателем Еткульского районного Совета народных депутатов.
С 1991 года был председателем комитета по сельскому хозяйству и продовольствию, начальником Департамента сельского хозяйства Челябинской области
С 20 января 1994 года — заместитель главы Администрации Челябинской области по вопросам аграрной политики, развитию рыночных отношений в сельском хозяйстве.
С 20 июня 1994 года — первый заместитель главы Администрации Челябинской области.
С 17 июля 1995 года — генеральный директор Департамента сельского хозяйства — первый заместитель главы Администрации Челябинской области.
В 1994—1996 годах был депутатом Челябинской областной Думы 1-го созыва, был избран по Карталинскому избирательному округу № 13. Его выдвинул трудовой коллектив отделения «Каменное» ТОО «Полоцкое» Кизильского района. На выборах получил 45,91 % голосов.
В 1995 году баллотировался в депутаты Государственной Думы по одномандатному Златоустовскому округу от движения «Наш дом — Россия» и потерпел поражение от Владимира Стиллиановича Григориади. Для победы ему не хватило лишь 0,7 % голосов. В 1995—1999 годах был депутатом Государственной Думы Федерального собрания Российской Федерации второго созыва, выдвинут Всероссийским общественно-политическим движением «Наш дом — Россия». Был членом фракции «Наш дом — Россия», заместителем председателя Комитета по аграрным вопросам.
В 1999 году баллотировался в депутаты Государственной Думы от движения «Наш дом — Россия», но проиграл, набрав лишь 4 % и заняв только шестое место в Магнитогорском округе.
В 2000 году защитил диссертацию на тему «Организация и стимулирование трудовой деятельности в крестьянском (фермерском) хозяйстве: На материалах Уральского экономического района», стал кандидатом экономических наук.
С февраля 2002 года по сентябрь 2010 года был руководителем аппарата Комитета Совета Федерации по природным ресурсам и охране окружающей среды.

## Награды и звания
- Действительный государственный советник Российской Федерации 3-го класса[6]
- Заслуженный работник сельского хозяйства Российской Федерации, 1994 год
- Орден Трудового Красного Знамени
- Медали.

## Семья
Жакслык Алтынбаев женат. Жена работала начальником финансово-экономического отдела Еткульского районного управления сельского хозяйства. Воспитывают сына.